# Napeanthus macrostoma
Napeanthus macrostoma är en tvåhjärtbladig växtart som beskrevs av Leeuwenb.. Napeanthus macrostoma ingår i släktet Napeanthus och familjen Gesneriaceae. Inga underarter finns listade i Catalogue of Life.